# Добрі передвісники (телесеріал)
«Добрі передвісники» (англ. Good Omens) — британсько-американський мінісеріал, заснований на однойменному романі Террі Пратчетта та Ніла Ґеймана. Прем'єра серіалу відбулась 31 травня 2019 року на Amazon Prime.
У 2021 році стало відомо, що серіал продовжили на другий сезон, який вийшов 28 липня 2023 року.
14 грудня 2023 року серіал було продовжено на третій сезон, який стане останнім
Упродовж усього часу показу серіал отримував позитивні відгуки від критиків, які особливо хвалили гру Шина і Теннанта, вірність першоджерелу та музичний супровід Девіда Арнольда, що приніс йому дві номінації на прайм-тайм премію «Еммі».

## Синопсис
Дія серіалу відбувається у 2018 році та розповідає про демона Кроулі (Девід Теннант) і янгола Азирафаїла (Майкл Шин), які полюбили життя на Землі та прагнуть запобігти приходу Антихриста і заразом фінальній битві між Раєм і Пеклом.

## У ролях
Головні ролі:
- Азирафаїл — Майкл Шин — ангел, який живе на Землі від початку її створення. Він охороняв Східні Ворота до Едемського саду з полум’яним мечем, який він віддав Адаму та Єві після їхнього вигнання з саду, піклуючись про їх благополуччя. Це ангел, який любить своє життя на Землі у своїй книгарні. Він розумний, повний ентузіазму хоча іноді трохи збентежений. Він відчуває, що Рай можна було б набагато покращити, але він любить Бога та ідеали небес і зробить усе, що в його силах, щоб творити добро[7][8].
- Кроулі — Девід Теннант — демон що живе на Землі від початку її створення. Він був Змієм що спокусив Єву яблуком з дерева з Дерева пізнання добра та зла. Кроулі - демон, який грає за власними правилами. Поважний, незадоволений та ідеалістичний, він завжди мріяв про кращий світ, але прагматично ставився до того, що є. Навіть коли він працював на Пекло, він не був настільки демонічним, яким його уявляли інші [7][8].
- Адам Янг -— Сєм Тейлор Бак (1 сезон) — вимушений Антихрист, випадково відданий в сім'ю Янгів.
- Гавриїл/Джим - Джон Гемм - лідер сил Небес. Гавриїл - архангел, але характер в нього зовсім не ангельський. Гавриїл за натурою — жахливий. Він самозакоханий, нарцистичний і, відверто кажучи, найгірший начальник з усіх. Плавна робота Раю є найбільшим пріоритетом Гавриїла. Вдається йому це чи ні – це вже інша історія. У другому сезоні Азирафаїл для того щоб заховати Гавриїла дає йому ім'я Джим. Хоча Гавриїл лише раз згаданий в романі, його роль була розширена в ненаписаному сиквелі (напряцювання якого стануть основою сюжету 3-го сезону)

Другорядні ролі
Актори що повернулися у інших ролях:
- Міранда Рідчарсон:
  - Мадам Трейсі (1 сезон) — медіум і куртизанка за сумісництвом.
  - Шакс (2 сезон) — амбітний демон, який взяв на себе роль Кроулі на землі. Вона витратила близько піввічності, працюючи для підвищення в Пеклі, і її час нарешті настав. Шакс живе своєю роботою і прагне піднятися по сходах влади (відчувається ніби Пекло)
- Ніна Сосанья:
  - сестра Марія Базікало/Марія Ходжес (1 сезон) — черниця Балакучого Ордену Св. Бериллb, сатанинського ордена черниць, які повинні були змінити людську дитину на Антихриста. Після того, як монастир згорів, вона стала керувати "Центром конференсій та підготовки керівних кадрів у Тадфілдському маєтку", створеному на тому ж місці.
  - Ніна (2 сезон) — Ніна є власницею "Дайте мені каву або дайте мені смерть", кав’ярні через дорогу від книгарні Азирафаїла. Гіперкомпетентна реалістка, Ніна чудова в тому, що вона робить, і піклується про своїх клієнтів, хоча її поточні стосунки займають 98 відсотків її уваги.
- Меґґі Сервіс:
  - сестра Тереза (1 сезон) — черниця ордену Святої Берилли.
  - Меґґі (2 сезон) — Меґі володіє магазином платівок Small Back Room поруч із книгарнею Азирафаїла. Незважаючи на те, що магазин збитковий, вона все ще любить ним керувати. Меггі повна надії, вона мрійниця, яка завжди слідує своєму серцю. Вона саме та людина, яку ви хотіли б мати поруч в критичний момент.
- Різ Ширсміт:
  - Шекспір (1 сезон)
  - Фурфур (2 сезон) — демон

Постійні персонажі:
- Везельвул — Анна Максвелл Мартін (1 сезон)/Шеллі Конн (2 сезон) — зневірений, знуджений бос, який намагаються керувати повсякденним божевіллям пекла. Цей принц пекла, що володарює мухами, має справу з нестачею персоналу та ресурсами, тому що, погодьтеся, у пеклі набагато більший « приток мертвих», ніж у Раю.
- Михаїл — Дун Макічан - архангел
- Уриїл — Глорія Обіаньо — архангел
- Метатрон — Дерек Джейкобі — Глас Божий
- Даґон — Елізабет Беррінгтон — повилитель мук
- Бог(голос) — Френсіс Макдорманд — оповідачка

Персонажі першого сезону:
- Артур Янг — Дєніл Мейс — батько Адама Янга, Антихриста
- Дейдре Янг — Шон Брук — мати Адма Янга, Антихриста
- Нед Деннехі — Гастур — герцог Пекла
- Лігур — Аріон Бакаре — герцог Пекла
- Сандальфон — Пол Чахіді -— архангел
- Анатема Пристрійт — Адрія Арджона — останній нащадок Агнес Оглашеної і окультистка, як зрештою об’єднується з Ньютоном Пульсиферієм, щоб спробувати зупинити кінець світу
- Джек Уайтхолл:
  - Ньютон Пульйіферій — комп’ютерний інженер - невдаха, і нащадок шукача відьом Не-Чини-Перелюбу Пульциферія.
  - Не-Чини-Перелюбу Пульциферій — шукач відьом
- сержант Шедвелл — Майкл МакКін — останній офіцер колись гордої армії Шукачів Відьом.
- Пеппер — Амма Ріс — одна з подруг Адама
- Браян — Ілан Галкофф — один із друзів Адама
- Венслідейл — Елфі Тейлор — один із друзів Адама
- Війна — Мірей Енос — одна з Чотирьох Вершників Апокаліпсису, яка з'являється в образі військового кореспондента Кармін «Руда» Зінгібер.
- Голод — Юсуф Гейтвуд — один із Чотирьох Вершників Апокаліпсису, який постає в образі дієтолога та підприємця Крука Воронного.
- Забруднення — Лурдес Фабер — один із Чотирьох Вершників Апокаліпсису, який з'являється на місці Мора, який пішов у відставку як Вершник після відкриття пеніциліну.
- Смерть — Браян Кокс (голос) і Джеймі Гілл (тіло) — один з Чотирьох Вершників Апокаліпсису.
- Сатана — Бенедикт Камбербетч (голос)
- Леслі — Саймон Мерреллс — агент Міжнародного Експресу, людина, яка допомогла викликати чотирьох вершників Апокаліпсису-
- Р. П. Тайлер — Білл Патерсон — член Тедфілдської сусідської варти та сусіда родини Янґів

Персонажі другого сезону:
- Саракіїл — Ліз Карр — архангел
- Мюріель — Келін Сепульведа — ангел-писарь низького рівня. Вони невинні, повні ентузіазму та "не з цього світу". Мюріель не мають великого досвіду роботи з Землею і все ще вивчають як тут все влаштовано. Вони немовірно радіють коли їм вдається спробувати щось, що не було доступно у своєму повсякденному житті на Небесах.

## Виробництво

### Розробка
У квітні 2016 року Ніл Ґейман оголосив, що, виконуючи передсмертне бажання Террі Пратчетта, він працює над сценарієм шестисерійної екранізації спільного роману. У січні 2017 року стало відомо, що компанія Amazon придбала права на комедійно-апокаліптичний мінісеріал Ґеймана, прем'єра якого відбулася у 2019 році на Amazon Prime. Також було оголошено, що мінісеріал вийде на BBC у Великій Британії, а Ґейман візьме на себе роль шоуранера проєкту.

### Підбір акторів
14 серпня 2017 року стало відомо, що Девід Теннант виконає роль демона Кроулі, а Майкл Шин — янгола Азирафаїла.

## Список серій

### 1 сезон
| № | Назва                                                                         | Режисер          | Сценарист                  | Дата прим'єри  |
| - | ----------------------------------------------------------------------------- | ---------------- | -------------------------- | -------------- |
| 1 | «На початку» «In the Beginning»                                               | Дуглас Маккіннон | Террі Пратчетт, Ніл Ґейман | 31 травня 2019 |
| 2 | «Книга» «The Book»                                                            | Дуглас Маккіннон | Террі Пратчетт, Ніл Ґейман | 31 травня 2019 |
| 3 | «Важкі часи» «Hard Times»                                                     | Дуглас Маккіннон | Террі Пратчетт, Ніл Ґейман | 31 травня 2019 |
| 4 | «Веселощі суботнього ранку» «Saturday Morning Funtime»                        | Дуглас Маккіннон | Террі Пратчетт, Ніл Ґейман | 31 травня 2019 |
| 5 | «Вибір Судного дня» «The Doomsday Option»                                     | Дуглас Маккіннон | Террі Пратчетт, Ніл Ґейман | 31 травня 2019 |
| 6 | «Найостанніший день їх життів» «The Very Last Day of the Rest of Their Lives» | Дуглас Маккіннон | Террі Пратчетт, Ніл Ґейман | 31 травня 2019 |

### 2 сезон
| № | Назва | Режисер          | Сценарист                                                              | Прем'єра      |
| - | --- | ---------------- | ---------------------------------------------------------------------- | ------------- |
| 1 | «Розділ 1: Прибуття» «Chapter 1: The Arrival»                                                                                                   | Дуглас Маккіннон | Террі Пратчетт, Ніл Ґейман, Джон Фіннемор                              | 28 липня 2023 |
| 2 | «Розділ 2: Підказка (з мінізодом "Товариш Совам")» «Chapter 2: The Clue (featuring the minisode "A Companion to Owls"»                          | Дуглас Маккіннон | Террі Пратчетт, Ніл Ґейман, Джон Фіннемор                              | 28 липня 2023 |
| 3 | «Розділ 3: Я Знаю Куди Прямую (з мінізодом "Воскресителі)"» «Chapter 3: I Know Where I'm Going (featuring the minisode "The Resurrectionists")» | Дуглас Маккіннон | Террі Пратчетт, Ніл Ґейман, Джон Фіннемор, Кет Кларк                   | 28 липня 2023 |
| 4 | «Розділ 4: Попутниця (з мінізодом "Зомбі-Нацисти, Пожирачі Плоті)» «Chapter 4: The Hitchhiker (featuring the minisode Nazi Zombie Flesh Eaters» | Дуглас Маккіннон | Террі Пратчетт, Ніл Ґейман, Джон Фіннемор, Джеремі Дайсон, Енді Найман | 28 липня 2023 |
| 5 | «Глава 5: Бал» «Chapter 5: The Ball» | Дуглас Маккіннон | Террі Пратчетт, Ніл Ґейман, Джон Фіннемор                              | 28 липня 2023 |
| 6 | «Глава 6: Щодня» «Chapter 6: Every Day» | Дуглас Маккіннон | Террі Пратчетт, Ніл Ґейман, Джон Фіннемор                              | 28 липня 2023 |